# Нарочницький Олексій Леонтійович
Нарочницький Олексій Леонтійович (3 (16) лютого 1907, Чернігів, Російська імперія — 14 червня 1989, Москва, РРФСР, СРСР) — радянський історик, академік АН СРСР (1972), дійсний член Академії педагогічних наук (1968), заслужений діяч науки РРФСР, фахівець із зовнішньої політики Росії першої третини XIX ст., автор фундаментальних праць з міжнародних відносин, керівник видання дипломатичних документів зовнішньої політики Росії XIX століття.

## Біографія
Член КПРС з 1961.
Закінчив Київський університет (1930).
У 1946—1960 старший науковий співробітник інституту історії АН СРСР, в ті ж роки спочатку доцент, потім (з 1955) професор Академії суспільних наук при ЦК КПРС.
У 1949—1960 завідувач кафедрою нової історії Московського педагогічного інституту ім. В. П. Потьомкіна.
З 1960 завідувач кафедрою нової та новітньої історії Московського державний педагогічного інституту ім. В. Леніна.
З 1962 головний редактор журналу «Нова і новітня історія».
З 1974 директор інституту історії СРСР АН СРСР. Нарочницький — один з основних авторів «Історії дипломатії» (т. 1, 1941; Державна премія СРСР, 1942; 2 изд., Т. 1, 1959).
З 1957 експерт-консультант МЗС СРСР, радник 1-го класу. Член комісії з видання дипломатичних документів при МЗС СРСР, відповідальний редактор 1-8 тт. публікацій «Зовнішня політика Росії XIX і початку XX століть» (1960—1972). Брав участь у багатьох міжнародних конгресах істориків.
На думку д.і.н., професора М. М. Машкіна, «особливе місце у всіх роботах О. Л. Нарочницького займала протидія нігілістично-ворожим поглядам на зовнішню політику Росії».

## Праці
Автор і науковий редактор понад 400 робіт з загальної та російської історії, зовнішньої політики і дипломатії Росії і СРСР, історії міжнародних відносин, історіографії та джерелознавства. Серед них:
- «Колониальная политика капиталистических держав на Дальнем Востоке», 1860—1895 М., 1956 (рос.)
- «Внешняя политика России XIX — начала XX века» (редактор) (рос.)

## Нагороди
- Орден Трудового Червоного Прапора
- Сталінська премія, 1942 — С. В. Бахрушин, А. В. Єфімов, Є. О. Космінський, О. Л. Нарочницький, В. П. Потьомкін, В. С. Сергєєв, С. Д. Сказкін, Є. В. Тарле та В. М. Хвостов — за колективну працю «Історія дипломатії», т. I, опублікований в 1941 р. (першого ступеня).

## Сім'я
- дочка: Наталя Олексіївна Нарочницька (нар. 1948) — російський пропутінський політик, доктор історичних наук, політолог широкого профілю, довірена особа Путіна на президентських виборах 2012, член Комісії з протидії спробам фальсифікації історії на шкоду інтересам Росії при президенті РФ, голова закордонного паризького відділення російського «Інституту демократії і співробітництва». Відома активною антиукраїнською позицією, будучи депутатом Державної думи Росії і публіцистом правого напрямку.